# Tara (Israël)
 (octobre 2016).
Si vous disposez d'ouvrages ou d'articles de référence ou si vous connaissez des sites web de qualité traitant du thème abordé ici, merci de compléter l'article en donnant les références utiles à sa vérifiabilité et en les liant à la section « Notes et références ».
Pour les articles homonymes, voir Tara.
Tara (hébreu : טרה) est une coopérative agricole en Israël spécialisée dans les produits laitiers. C'est le principal producteur privé de produits laitiers en Israël.